# 格奧爾格-菲利普 (薩克森-蓋薩夫王子)
格奥尔格-菲利普·安东尼乌斯·德·阿菲夫（Georg-Philipp Antonius de Afif，1988年5月24日—），萨克森王室盖萨夫系继承人，萨克森-盖萨夫王子，韦廷家族继承人。
格奥尔格-菲利普是萨克森王室首领，迈森藩侯，盖萨夫亲王亚历山大·德·阿菲夫与夫人巴伐利亚的吉塞拉公主的长子，1988年5月24日出生于墨西哥墨西哥城。
有两个弟弟：莫里西奥-加布里埃尔王子，保罗·克莱门斯王子；一个妹妹：玛丽亚·特丽西塔公主。